# Halina Waszkis
Halina Waszkis (ur. 16 grudnia 1931 w Wilnie, zm. 23 października 1973) – polska badaczka literatury, doktor nauk humanistycznych, adiunkt na Uniwersytecie Wrocławskim.
Była córką Piotra, starszego ogniomistrza Wojska Polskiego. W dziesiątym roku życia doznała urazu kręgosłupa, który na lata przykuł ją do łóżka; uczyła się sama w domu z donoszonych książek. Po II wojnie światowej znalazła się wraz z rodziną we Wrocławiu. Po poprawie stanu zdrowia (mogła poruszać się o kulach) zdała w 1952 egzamin dojrzałości w Państwowej Ogólnokształcącej Szkole Korespondencyjnej Stopnia Licealnego w Wałbrzychu i podjęła studia z filologii polskiej na Uniwersytecie Wrocławskim. Była uczennicą m.in. Stanisława Rosponda, Stanisława Bąka, Władysława Floryana, Jana Trzynadlowskiego, Jerzego Cieślikowskiego, Czesława Hernasa, Stanisława Pietraszko, Bogdana Zakrzewskiego; pracę magisterską "Lalka" Bolesława Prusa wobec tradycji romantycznej przygotowała pod kierunkiem Bogdana Zakrzewskiego i obroniła w 1956. Odbyła także studia muzyczne.
W latach 1958–1961 pracowała w Katedrze Języka Polskiego na Uniwersytecie Wrocławskim w charakterze asystenta technicznego, potem była nauczycielką, kolejno w Prywatnym Liceum Ogólnokształcącym Sióstr Urszulanek we Wrocławiu, w szkole przy sanatorium w Trzebnicy, w Studium Nauczycielskim nr 1 we Wrocławiu. W 1963 rozpoczęła na macierzystej uczelni studia doktoranckie, uwieńczone 30 listopada 1967 dyplomem doktora na podstawie rozprawy Język utworów Juliana Ursyna Niemcewicza. Promotorem był Stanisław Rospond. Fragmenty pracy ukazały się drukiem w "Rozprawach Komisji Językowej Wrocławskiego Towarzystwa Naukowego" (tom 6, 1966; tom 9, 1973). Ponadto Waszkis ogłosiła m.in. rozprawę Trzynastozgłoskowiec w "Officina ferraria" (w zbiorze Roździeńsciana. Studia o Walentym Roździeńskim, Wrocław 1965).
Po uzyskaniu doktoratu była starszym asystentem, a od stycznia 1968 adiunktem w Instytucie Filologii Polskiej Uniwersytetu Wrocławskiego. Od 1971 pracowała jako lektorka języka polskiego na Uniwersytecie w Paryżu. Zmarła 23 października 1973, pochowana została na wrocławskim cmentarzu przy ulicy Bujwida.